# Basilique Saint-Urbain de Troyes
Pour les articles homonymes, voir Église Saint-Urbain.
La basilique Saint-Urbain de Troyes est un édifice religieux catholique de la ville de Troyes, en Champagne (France). De style gothique, cette grande église fut mise en chantier durant la seconde moitié du XIIIe siècle par le pape Urbain IV, là ou se trouvait sa maison natale, et fut consacrée en 1389. Des travaux s'y prolongèrent néanmoins jusqu'au XIXe siècle.
Monument de référence du gothique rayonnant, la basilique Saint-Urbain est remarquable par l'unité de son style, due aux moyens exceptionnels que le pape - né de père cordonnier à Troyes (c. 1195) - mit en œuvre pour cette construction entamée dans les années 1260. L'architecture laisse toute la place aux verrières. En raison de difficultés financières, sa construction s'est interrompue et a été reprise entre le XIIIe siècle et le XXe siècle, où la basilique est finalement achevée.

## Histoire

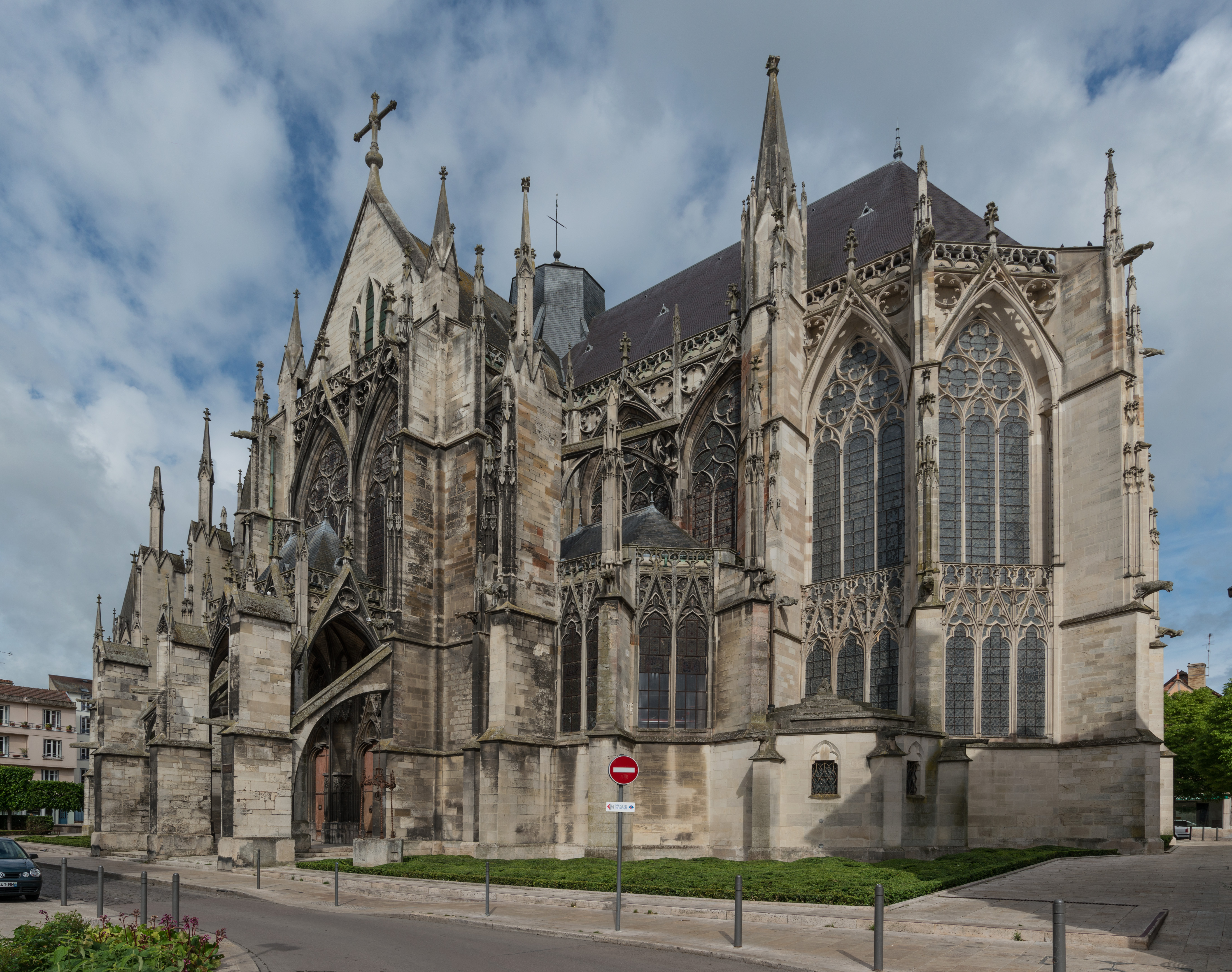
La façade sud-est sur la rue Urbain-IV.

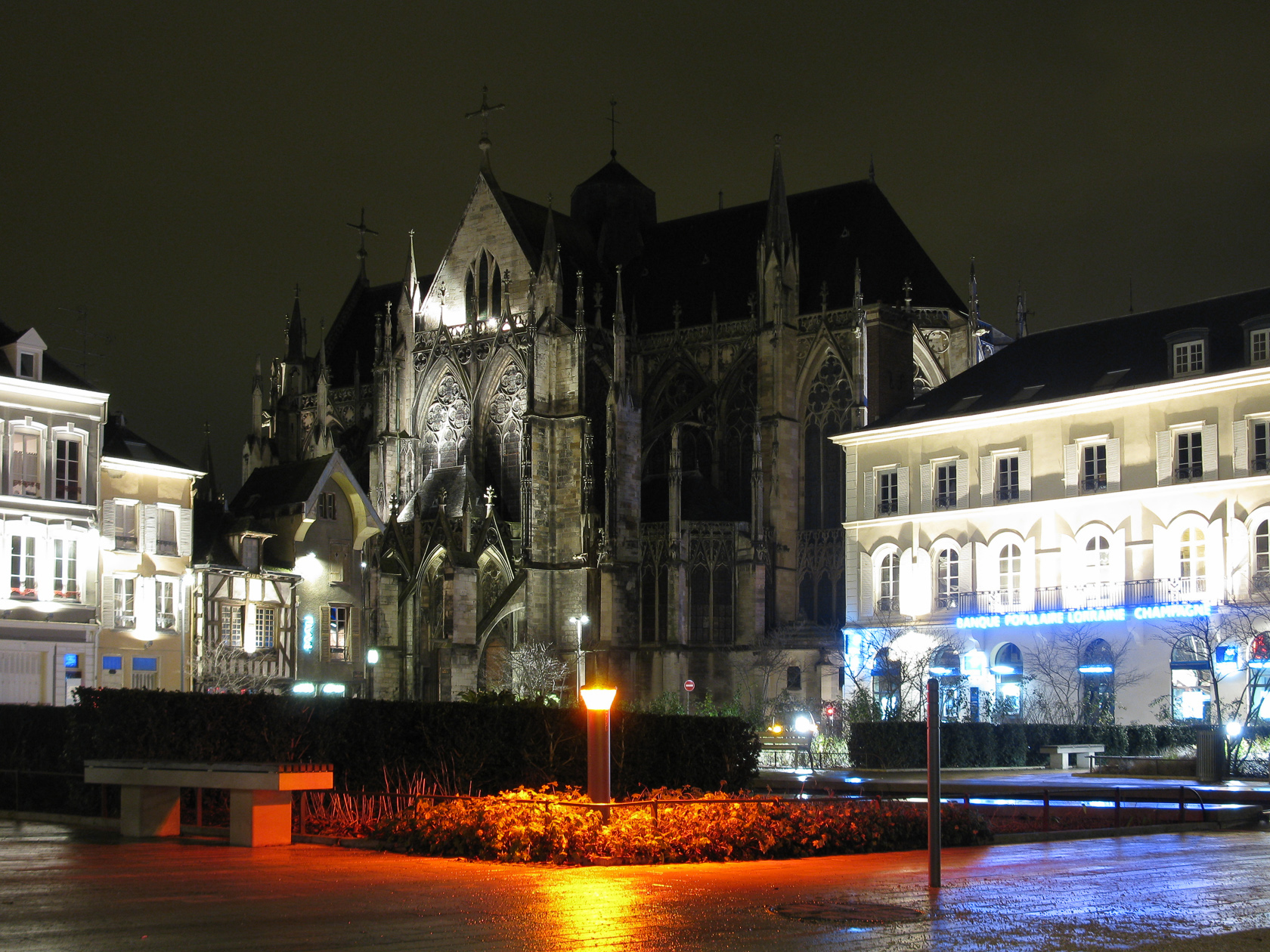
La façade vue de nuit.

La construction de l'édifice est initiée par Jacques Pantaléon. D'origine très modeste - son père est cordonnier - Jacques Pantaléon réalise une carrière ecclésiastique remarquable, en occupant les charges d'archidiacre de Laon, d'ambassadeur du Saint-Siège, d'évêque de Verdun puis de patriarche de Jérusalem. En 1261, il est élu pape sous le nom d'Urbain IV.
Il veut alors édifier à l'emplacement de l'échoppe de sa famille, où il avait, selon la tradition, vu le jour, une basilique dédiée à saint Urbain, pape du IIIe siècle, son saint patron. D’importants moyens financiers permettent d'élever rapidement cette basilique. La majeure partie est construite en moins de trente ans, de 1262 à 1286. À la mort d'Urbain IV en 1264, son neveu, cardinal, en poursuit la construction. Entre 1262 et 1266, le maître d'œuvre de l'église est Jean Langlois, bourgeois de Troyes. Pour Eugène Lefèvre-Pontalis, c'est lui qui a conçu le plan et l'élévation de l'église et en fait le précurseur du style élancé du XIVe siècle. Après 1266, il est « croisé » et s'est rendu à Chypre.
Les travaux sont interrompus entre 1266 et 1269, par l'obstruction d'Ode de Pougy, abbesse de l'abbaye Notre-Dame-aux-Nonnains à Troyes, qui refusait la construction sur son fief d'une église dépendant directement du Saint-Siège : elle envoie même des hommes d'armes pour dévaster le chantier puis pour molester le légat du pape venu en 1268 pour bénir le cimetière de l'église, ce qui conduit à son excommunication le 15 juillet 1268. Un incendie, en juin ou juillet 1266, consume entièrement la charpente du chœur et les bahuts des chéneaux se sont effondrés. Les dégâts ont été moins importants au-dessus du transept dont le toit n'était pas encore posé. Les travaux reprirent de 1267 à 1270 pour finir les deux porches et la partie haute du transept. La collégiale est consacrée en 1389. L'église devint un bâtiment paroissial lors de la Révolution française et le chœur ainsi que le transept sont rénovés entre 1876 et 1886. L'architecte diocésain Paul Selmersheim acheva la nef lors de la phase de travaux de 1893 à 1905.
L'église est un des témoins majeurs du style gothique rayonnant, qui se développe à Paris et dans le Nord de la France à partir du milieu du XIIIe siècle. Comme l'autre grand édifice rayonnant du nord de la France, la Sainte-Chapelle de Paris, l'église Saint-Urbain de Troyes magnifie la structure architecturale. Tous les éléments porteurs sont soulignés avec force, pour mettre en valeur le squelette de l'édifice. Ainsi, les colonnes fasciculées montant de fond, sans interruption, gagnent directement les voûtes et affirment la verticalité de la construction. De même, il y a une simplification de l'élévation. L'église Saint-Urbain de Troyes ne possède pas les trois niveaux, qui étaient alors en usage dans l'architecture gothique, c'est-à-dire grandes arcades, triforium et baies hautes. Ici, il n'y a que deux niveaux, grandes arcades et baies hautes. Cette disposition permet de renforcer la place des verrières, qui à Saint-Urbain de Troyes, occupent tous les emplacements qui ne sont pas dédiés à la structure porteuse. Les forces sont rejetées à l'extérieur et retenues par des arcs-boutants. C'est donc une église constituée uniquement d'éléments porteurs et de verre. Un abondant cycle de vitraux se développe dans tout l'édifice.

### Portail
La basilique comporte trois portails du XIIIe siècle, le portail occidental divisé en trois parties a un tympan sur le thème du Jugement dernier. Le portail du norrois est protégé par un étonnant dais en dentelle de pierre.

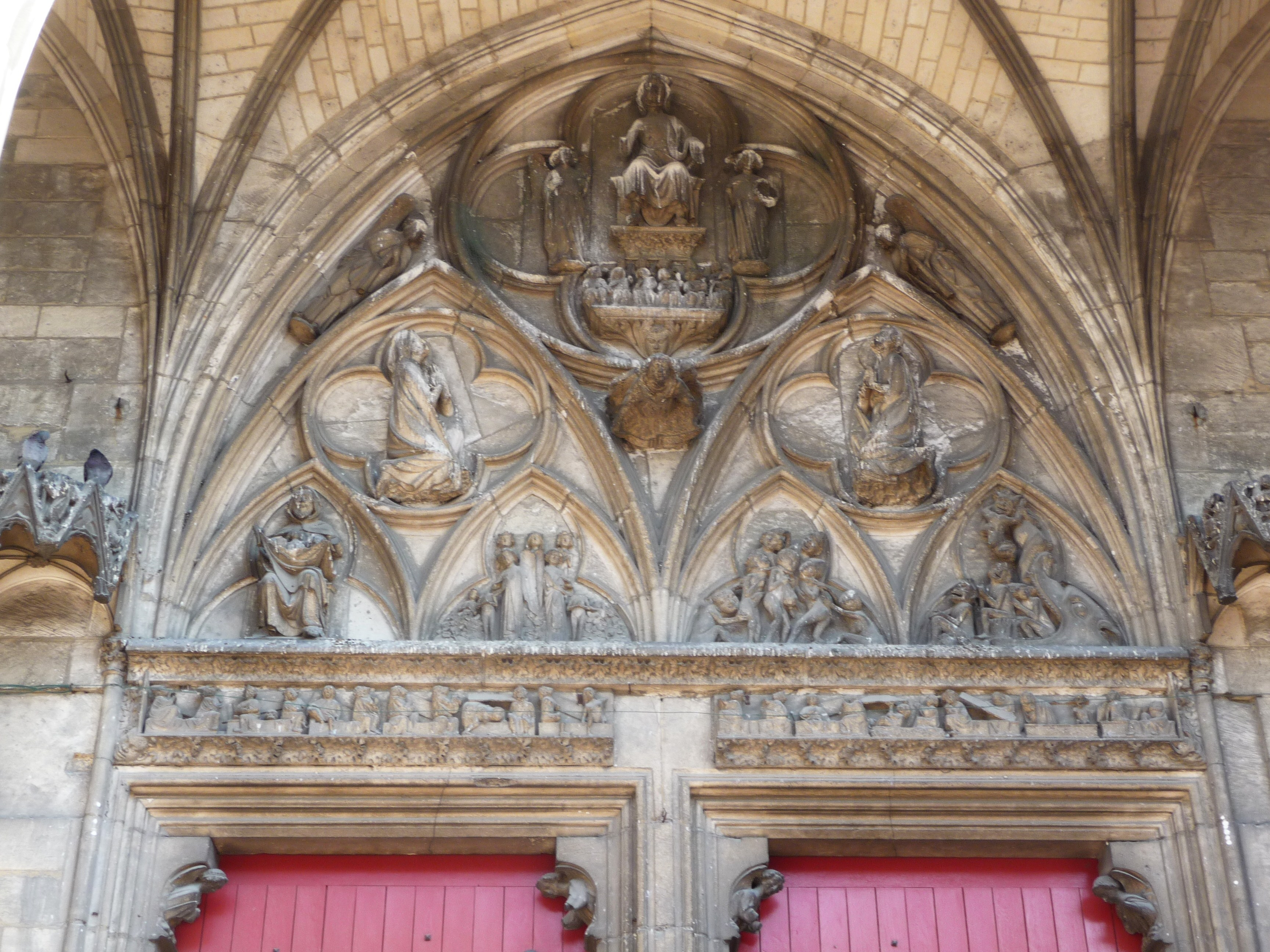
Le tympan du Jugement dernier.
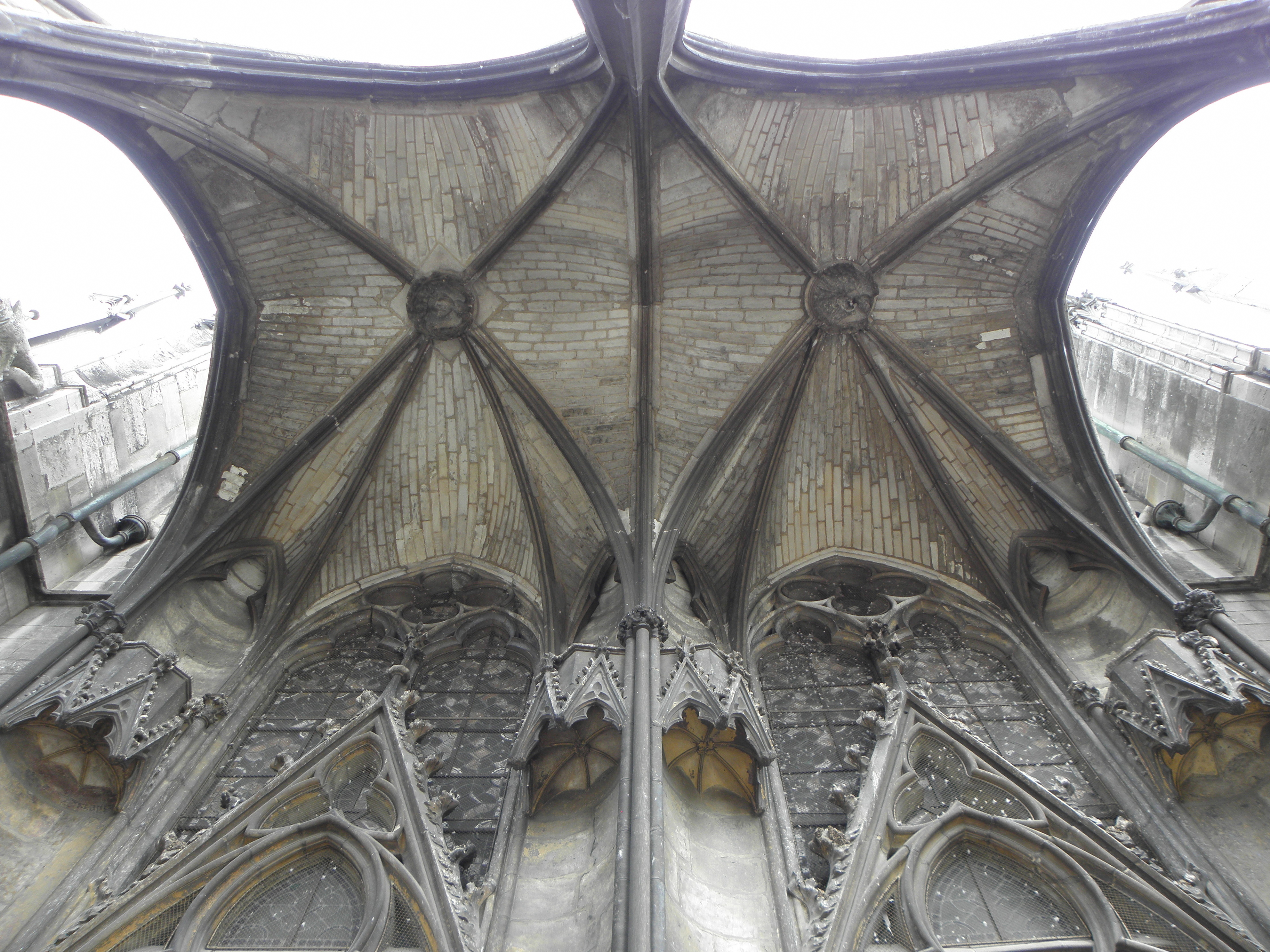
La protection du portail.

## Intérieur
C'est là que se déploie toute la lumière grâce à l'espace laissé aux vitraux. Les fonts baptismaux, provenant de l'église Saint-Pierre-aux-Nonnains, sont du XVe siècle ils furent un temps à l'usage de margelle de puits ; le couvercle en bois est l'œuvre de François Joseph Valtat, vers 1845.
Un des plus beaux lavabos du XIIIe siècle avec une scène du couronnement de la Vierge ainsi que les deux mécènes de la basilique, à droite le cardinal Ancher et à gauche le pape Urbain IV.

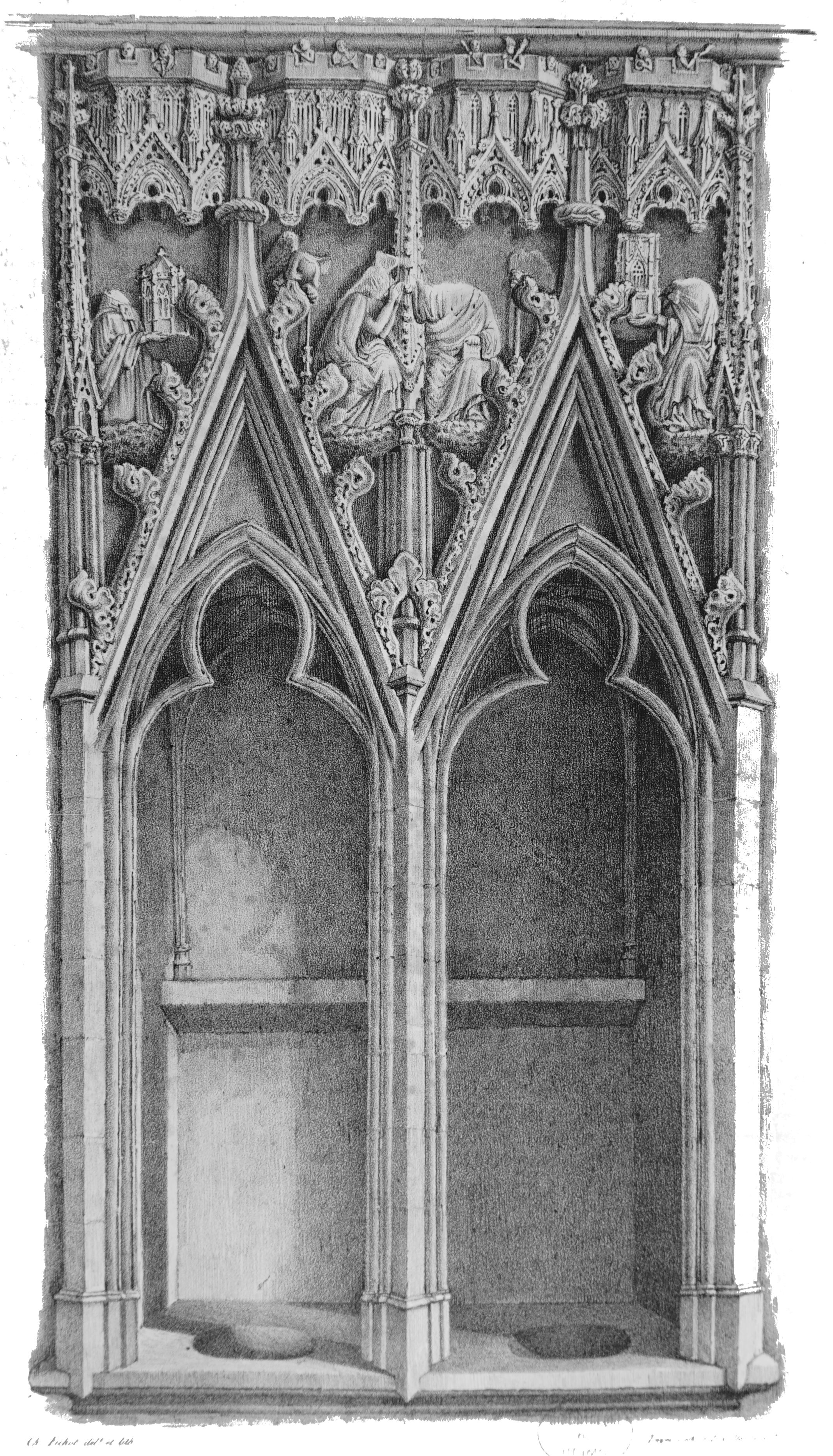
La piscine par Charles Fichot.
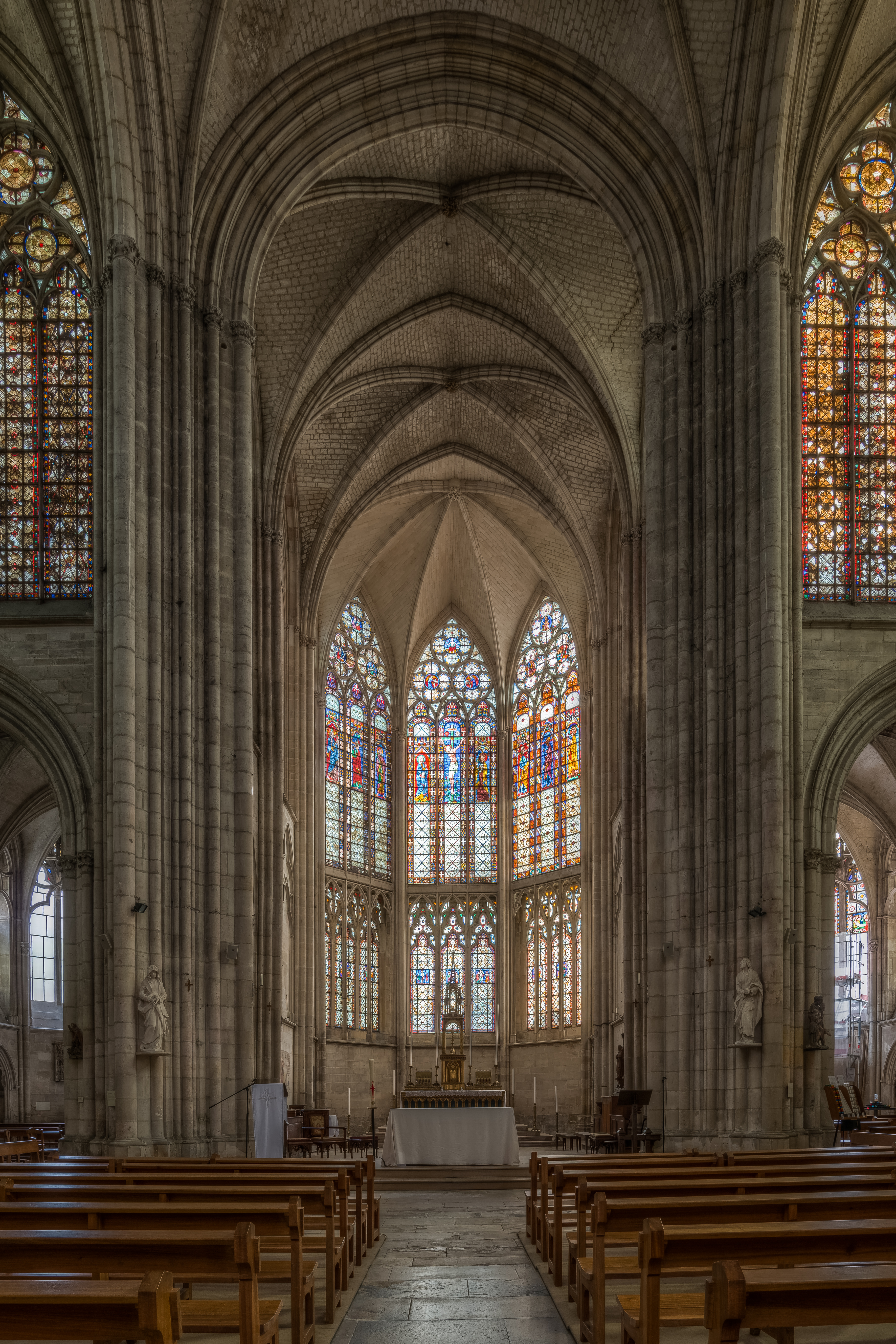
La nef.
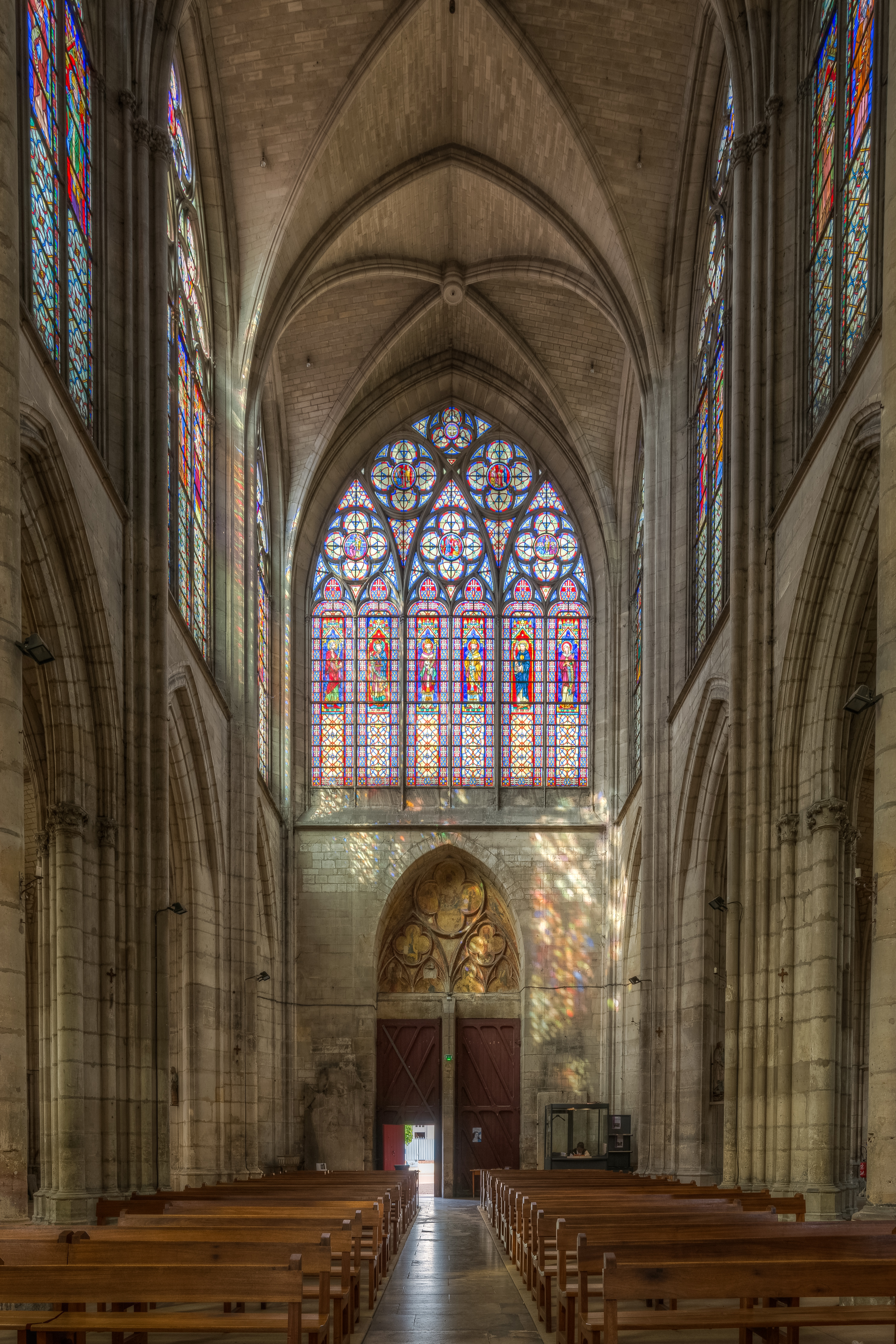
Vers le portail.
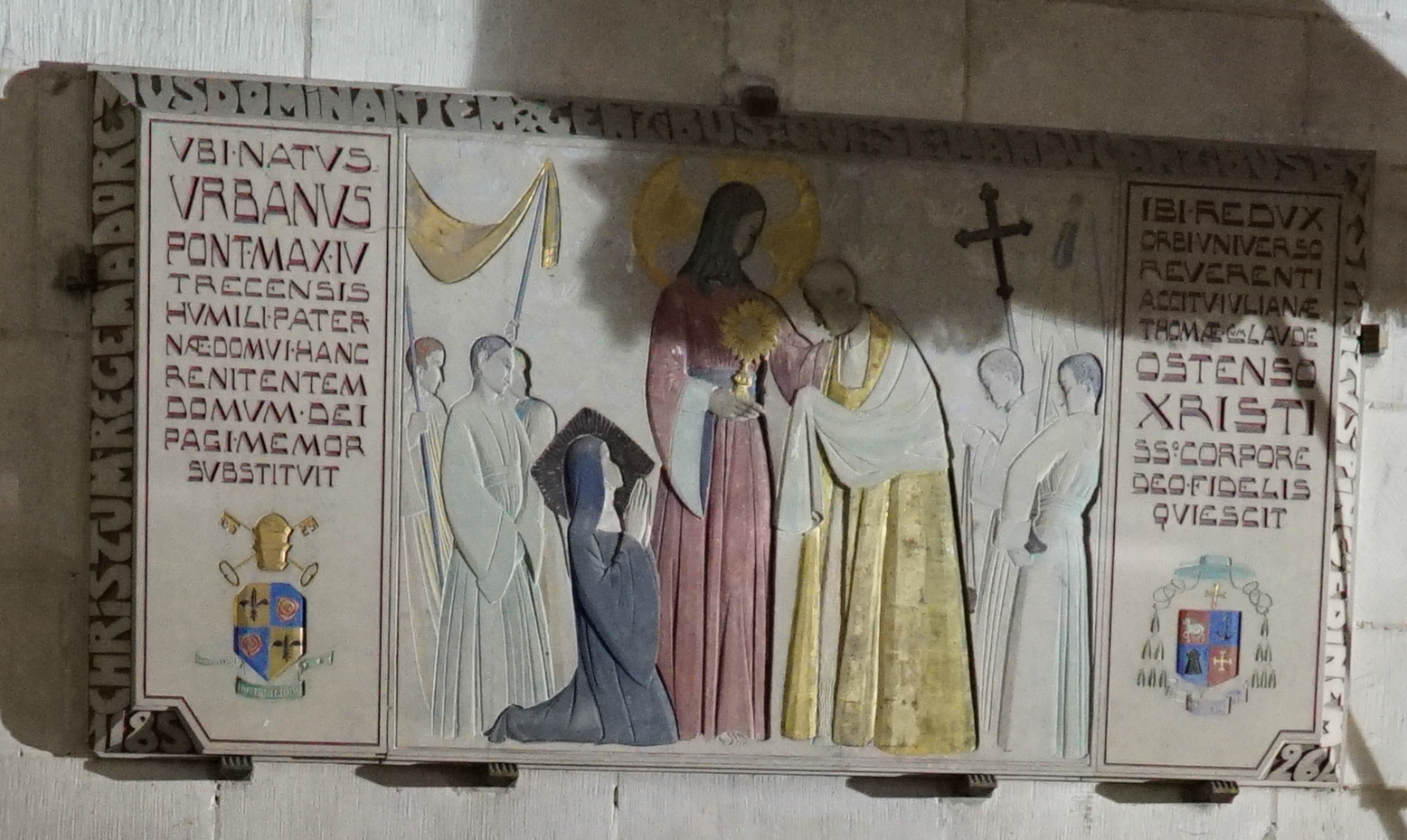
Le pape Urbain IV devant le Christ.
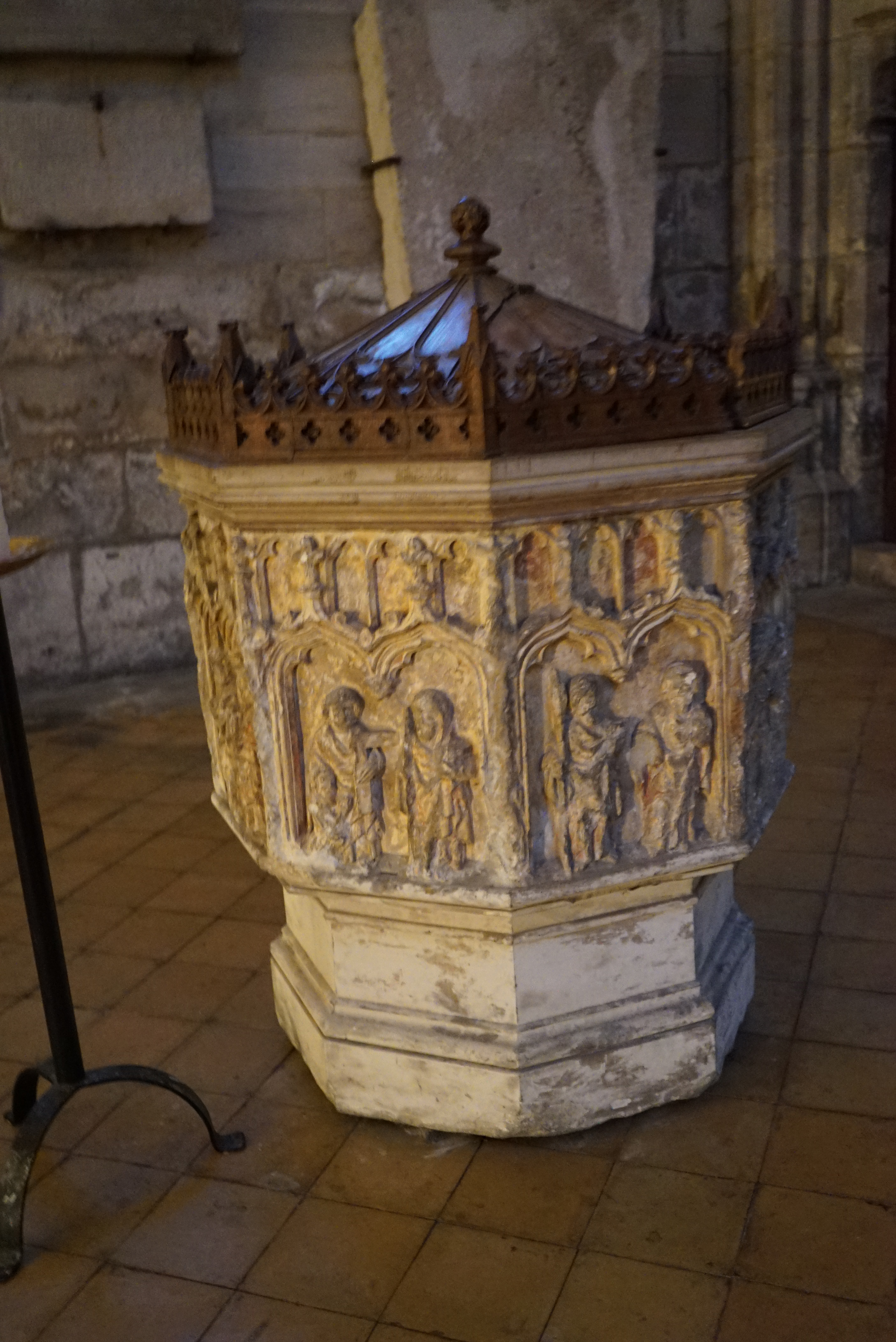
Les fonts baptismaux du XVe siècle.
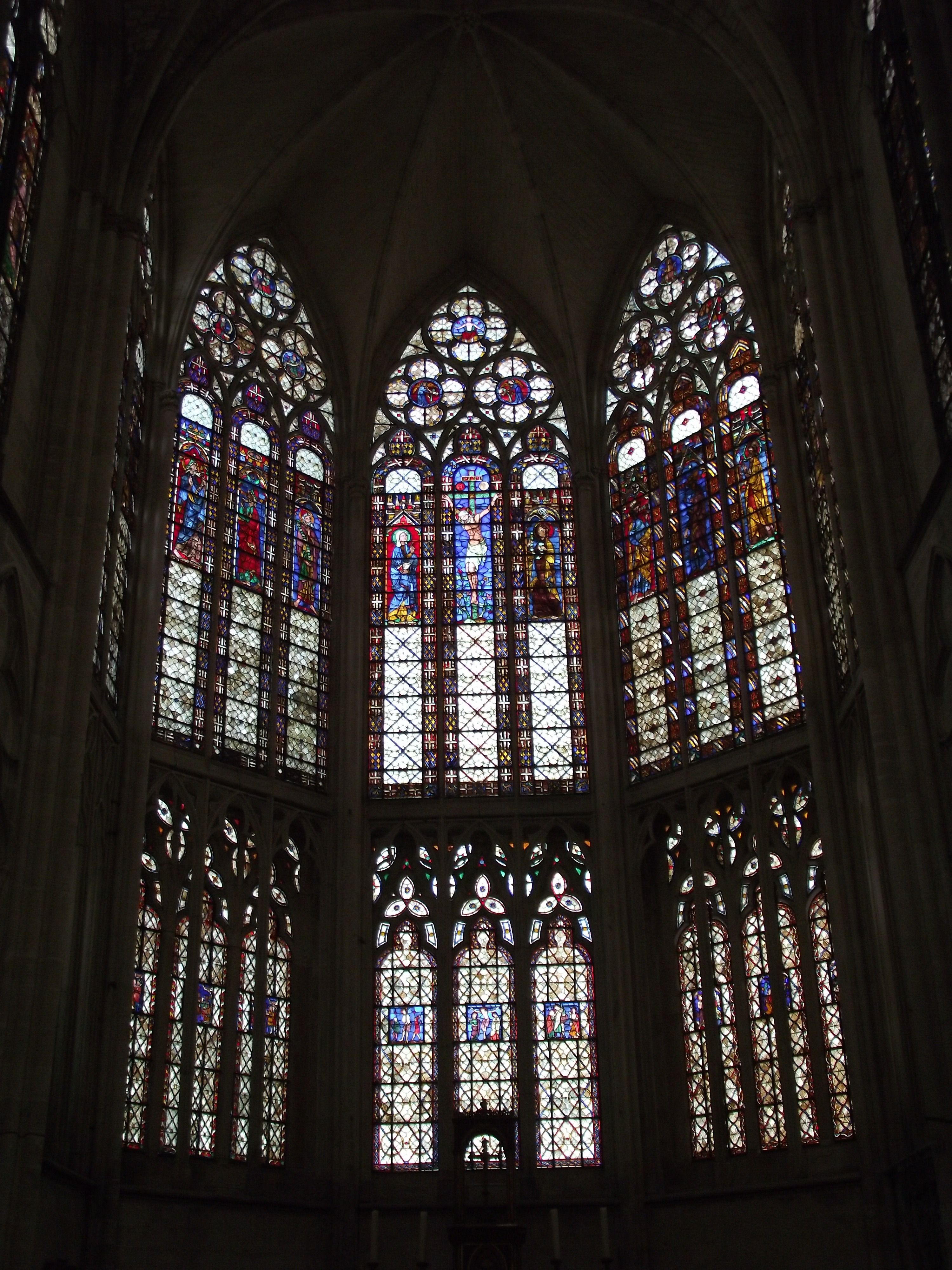
Le chœur.

### Lieu d'inhumation
En plus du cénotaphe traité plus bas, la basilique fut un lieu d'inhumation, de nombreuses dalles en sont les témoins :
- Dalle funéraire de Pierre le Breton, notaire des foires, et sa femme, Laurette Mérille, XVe siècle[4] ;
- Dalle funéraire de Félis Gras de Chauchigny, bourgeois de Troyes, et sa femme Jehanne 1370, 1380[4] ;
- Dalle funéraire de Jehanne, femme de feu Peireron Lannesval, 1471[5] ;
- Dalle funéraire de Jean Bompas et sa femme Anne Saulnier, 1563[6] ;
- Dalle funéraire de Gui de Bosco, 1361[7] ;
- Dalle funéraire de la famille La Rüe[8] XVIe siècle ;
- Dalle funéraire de Marguerite la Caillate de 1411[9].

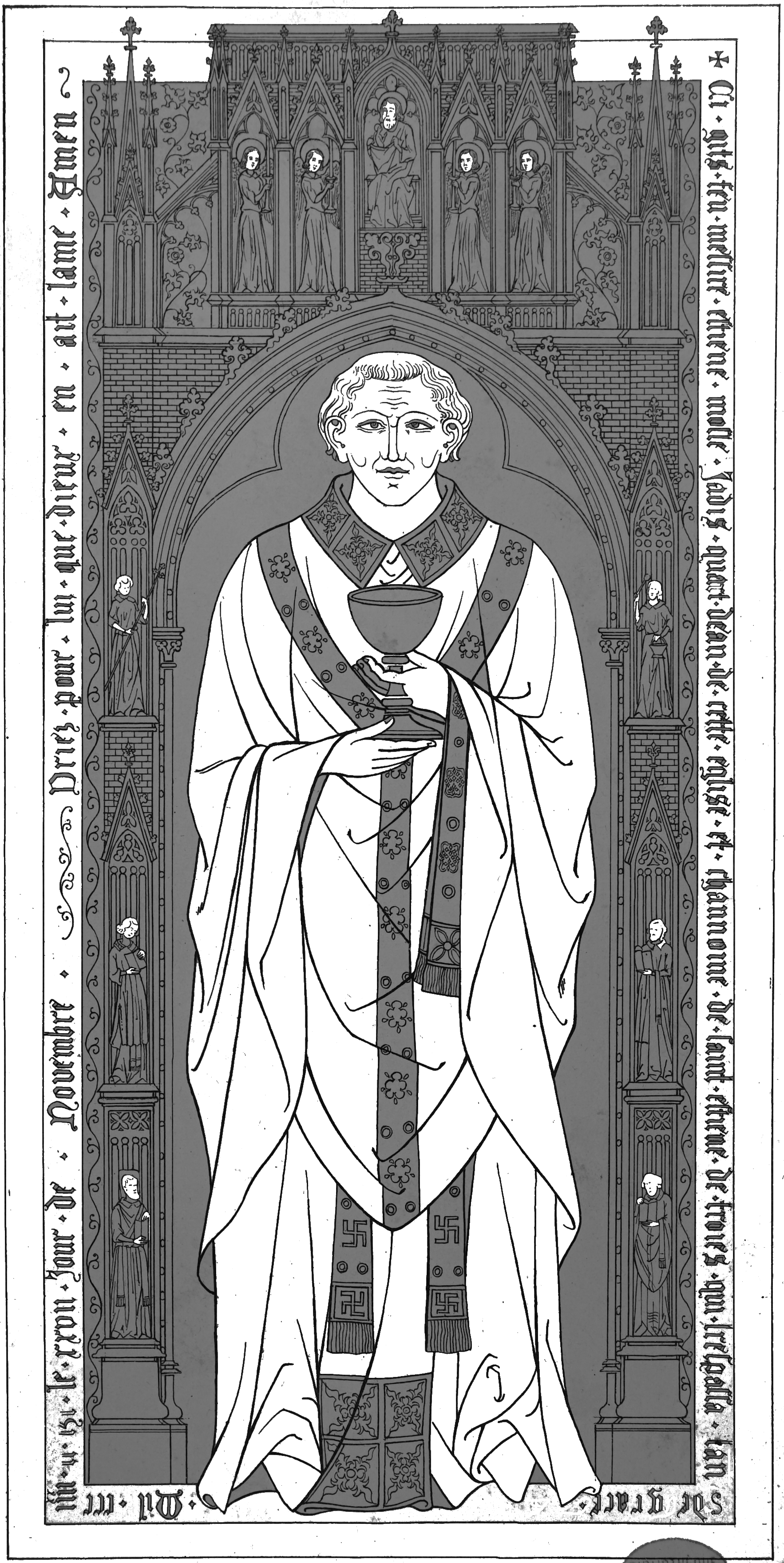
Étienne Mollé, chanoine.
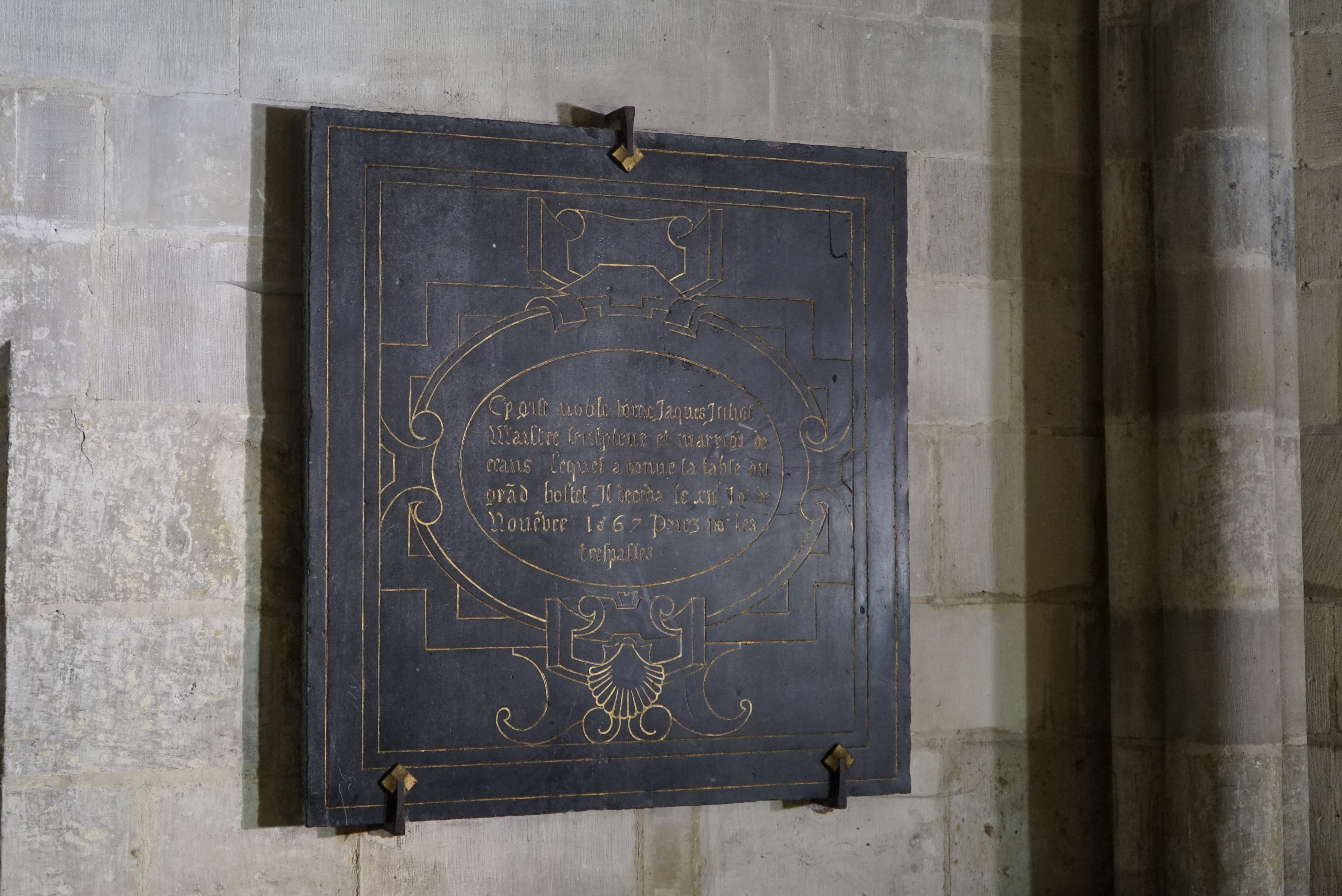
Jacques Juliot.
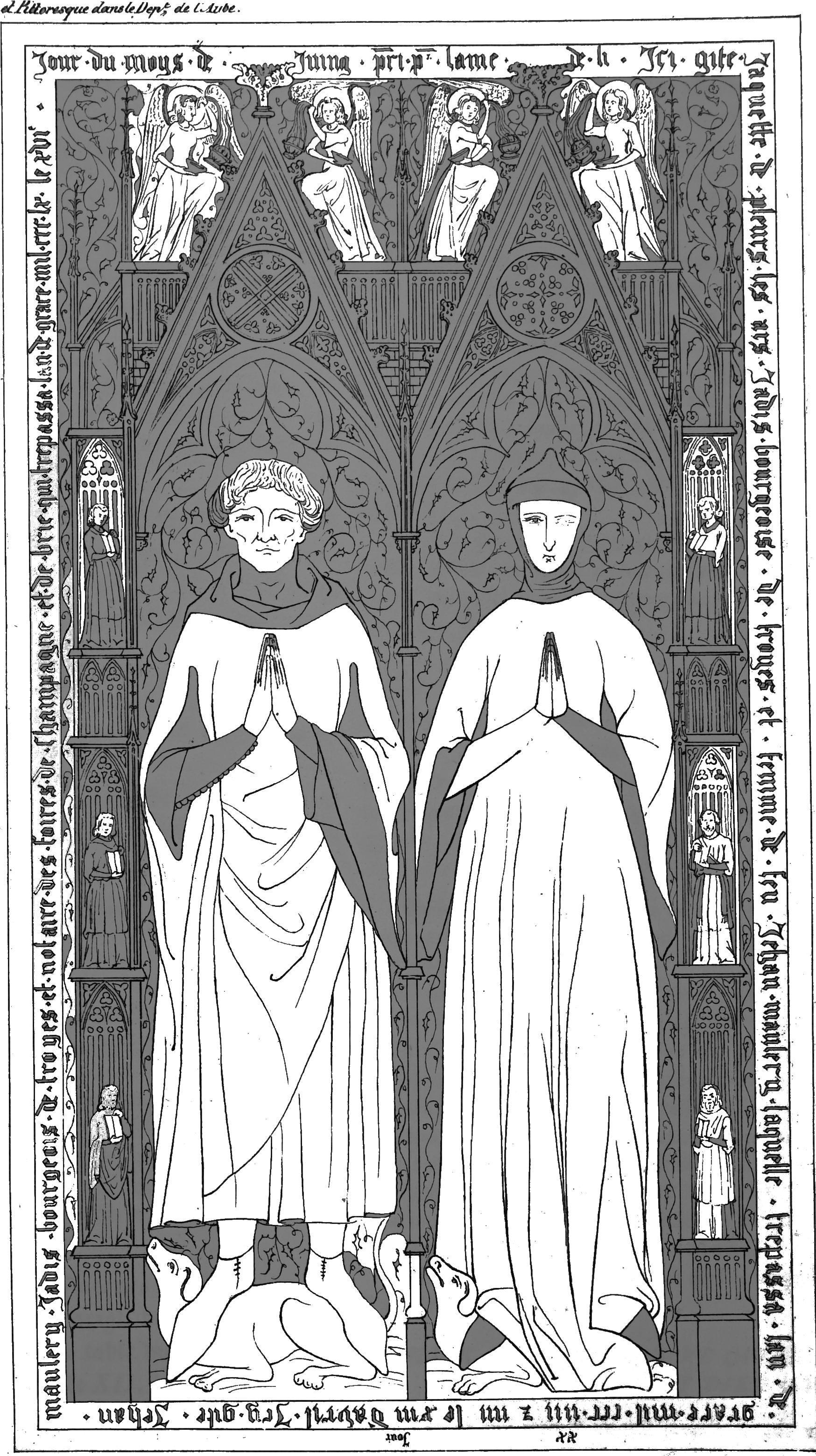
Jehan Maulery, Jacquette de Pleurs, par Anne-François Arnaud.
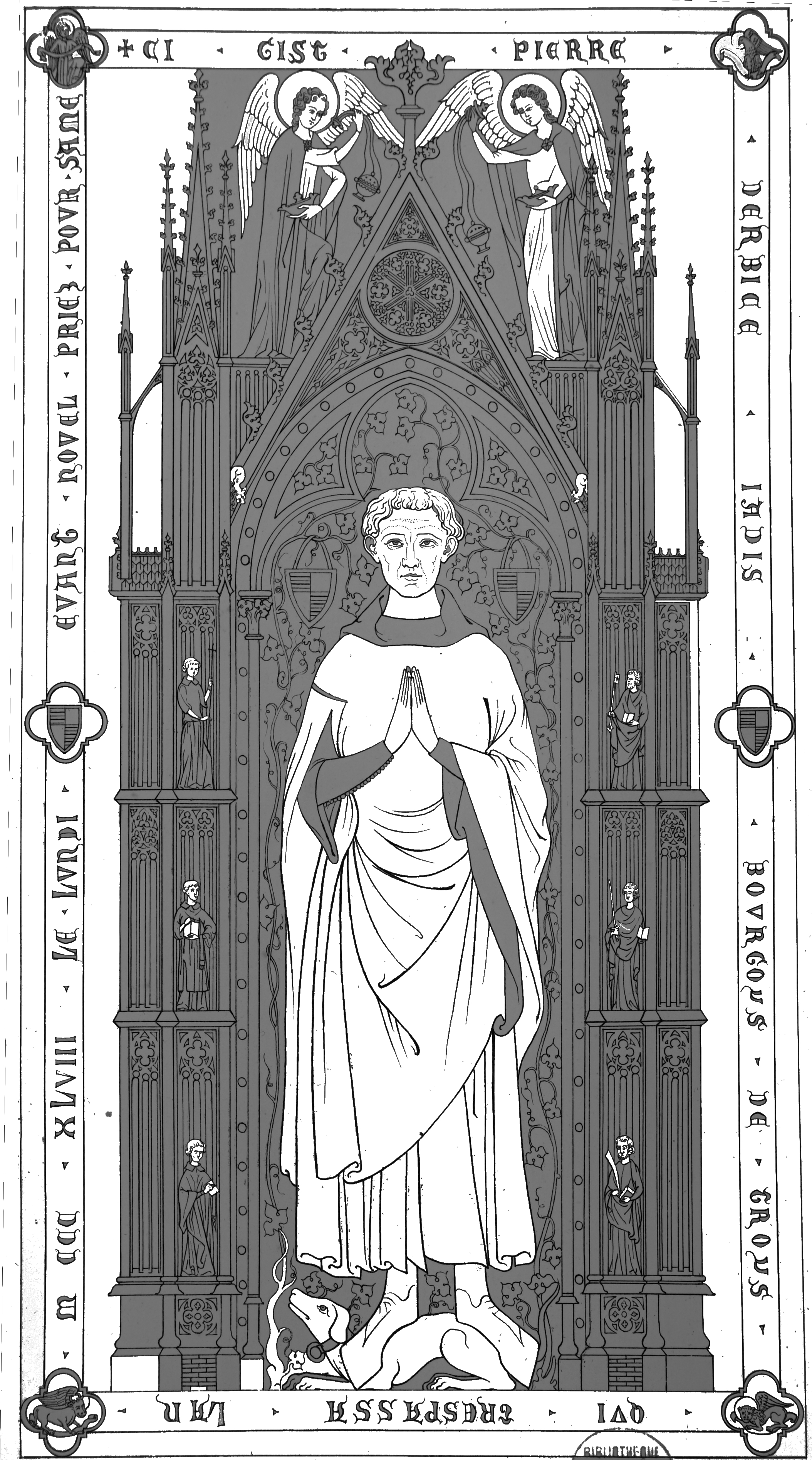
Pierre Derbisse, bourgeois.

## Chronologie de la Construction
L'édifice encore inachevé est consacré en 1389. Le portail occidental avec les parties hautes des premières travées est achevé en 1905. L'architecte diocésain Paul Selmersheim qui a réalisé le portail avait auparavant restauré le chœur et le transept de 1876 à 1886.

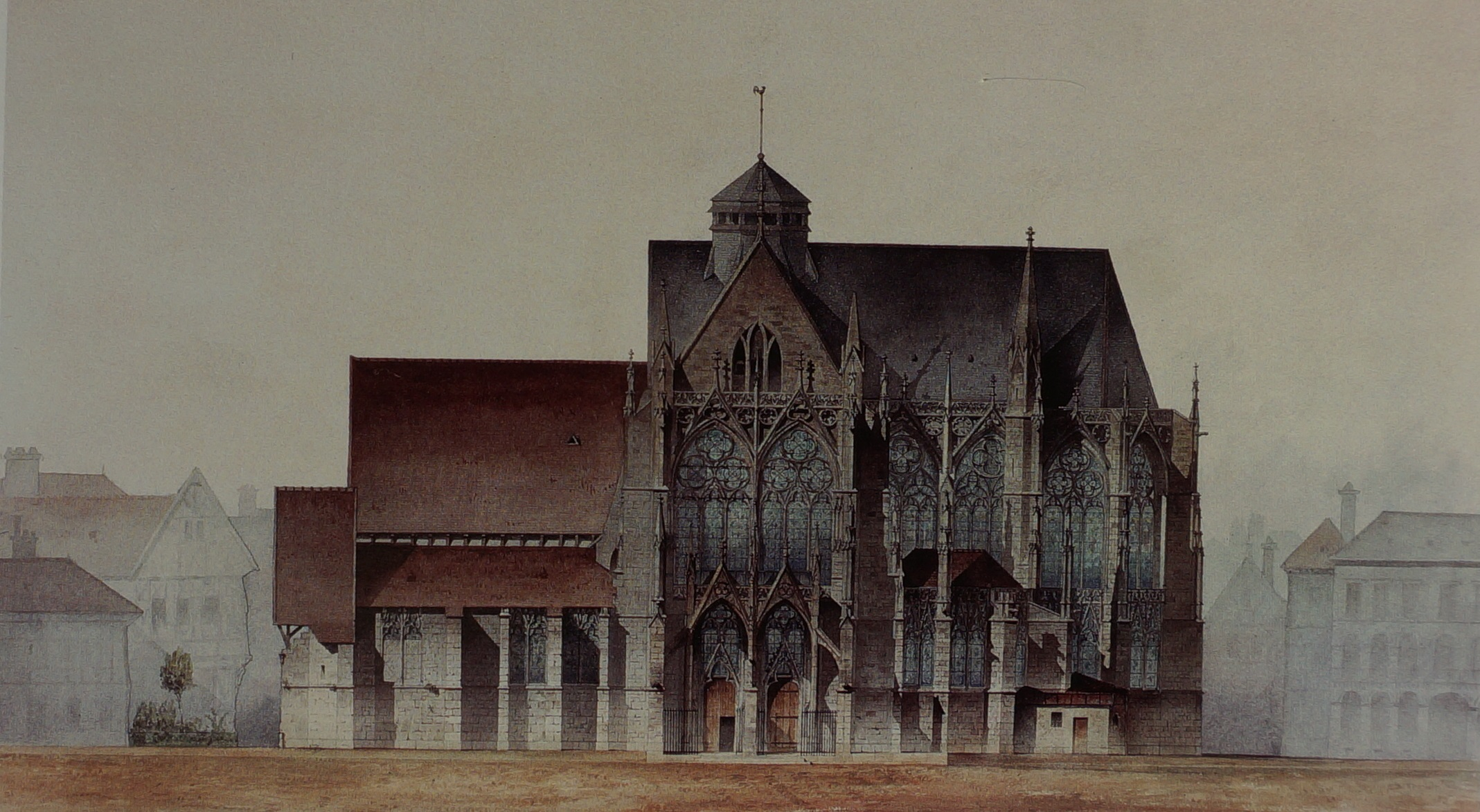
La partie sud et le portail occidental,
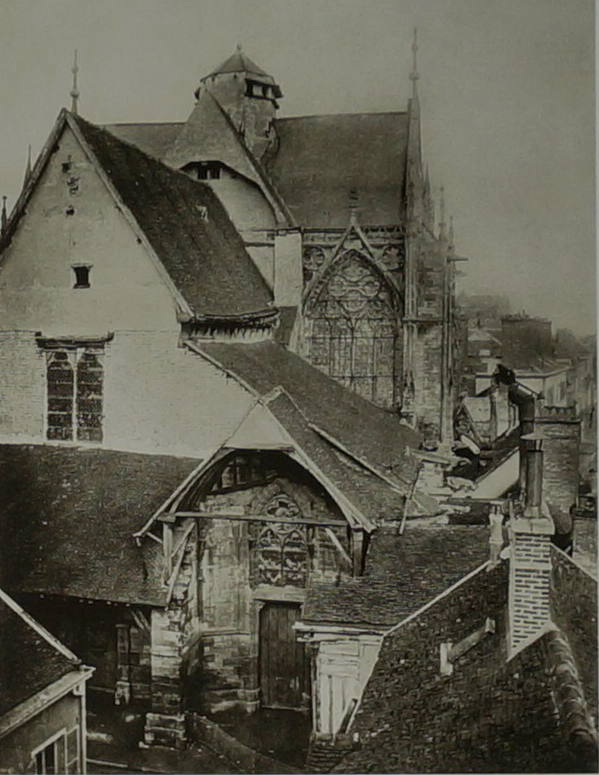
et la place au milieu du XIXe siècle.

L'édifice était coiffé d'une flèche haute de 34 m qui a été incendié par la foudre en 1761 puis démolie sur ordre du chapitre.

## Vitraux
Le tympan du Jugement dernier avec son vitrail ayant de gauche à droite : Saint Valérien, Saint Louis, Saint Urbain, Urbain IV, Saint Thomas d'Aquin, Sainte Cécile de Rome.

### Chœur
Ensemble de grisailles posées vers 1270 avec des personnages montrés de profil, vitrail des patriarches, la bordure héraldique qui les entoure reprend les armes de France, Navarre, de la ville de Troyes, du chapitre ainsi que du pape Urbain IV.

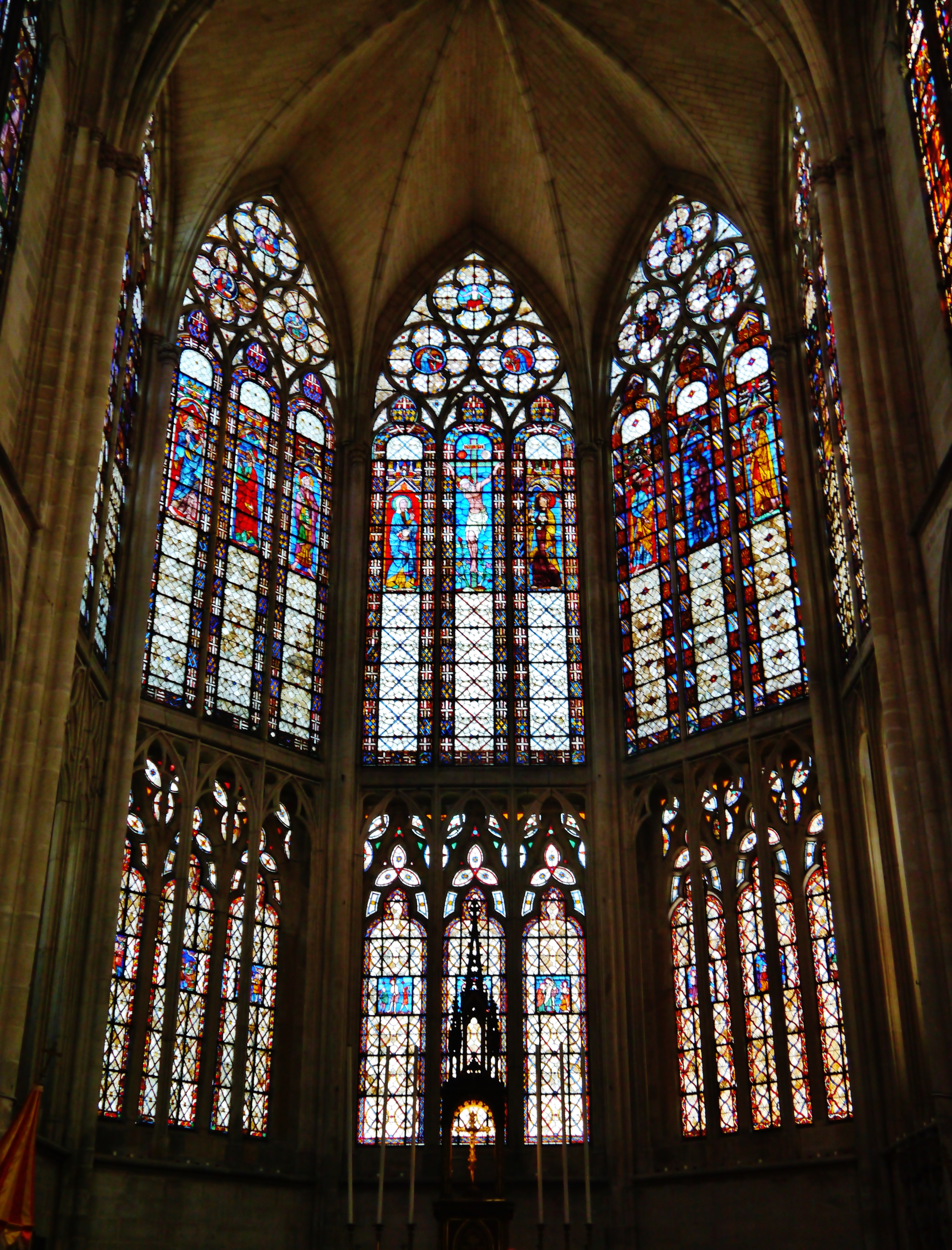
Le chœur.
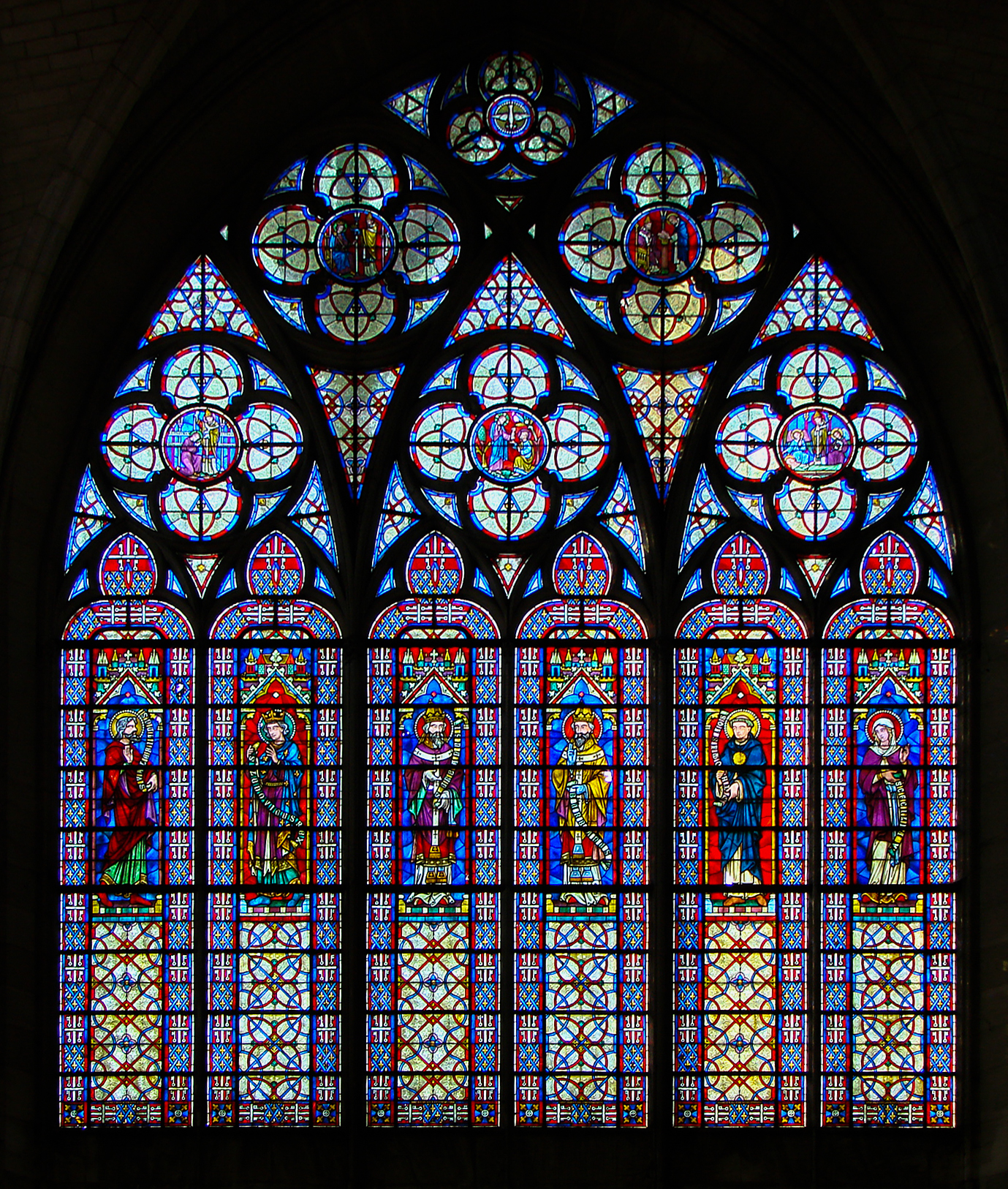
Le tympan.
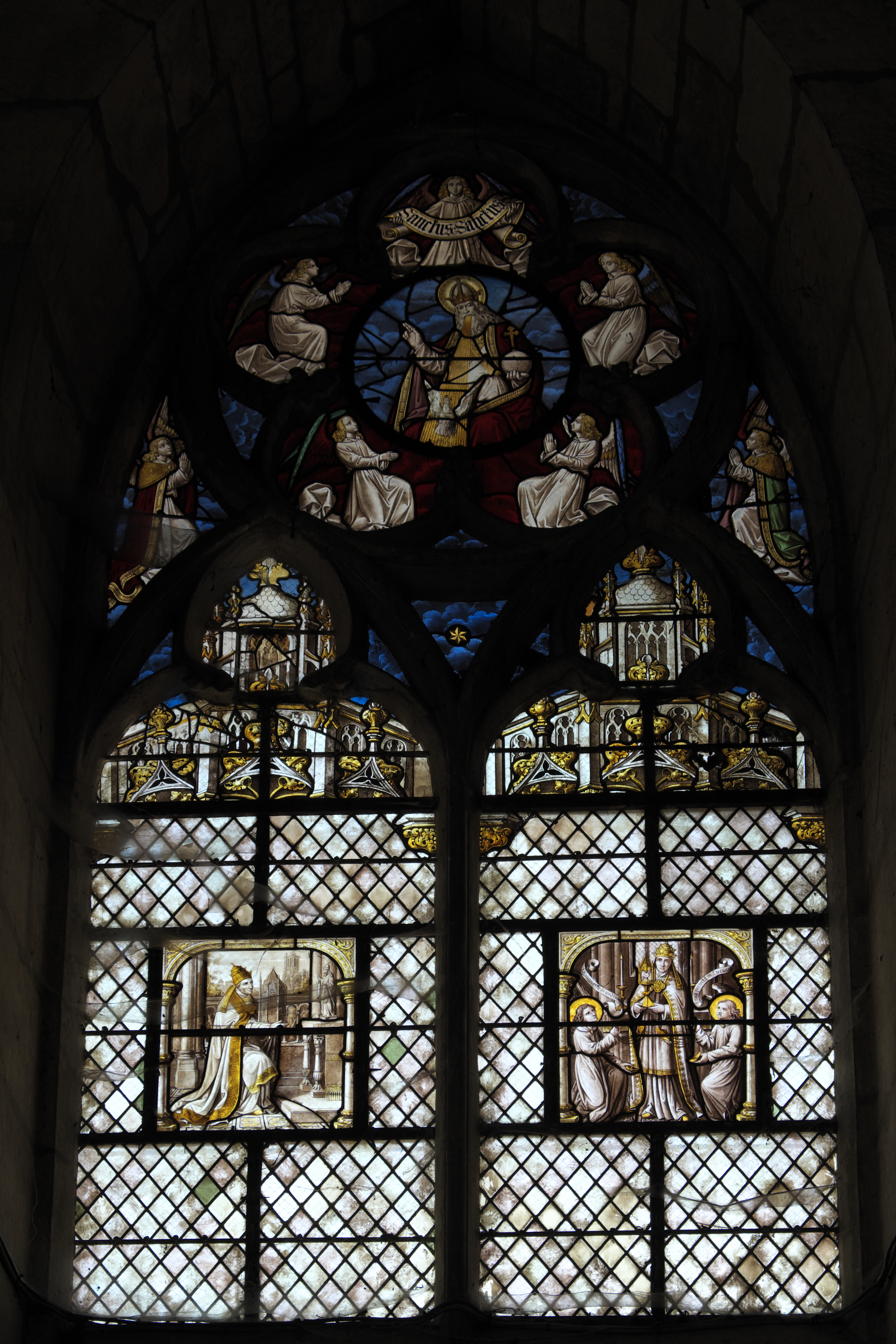
Les scènes de la vie d'Urbain IV.
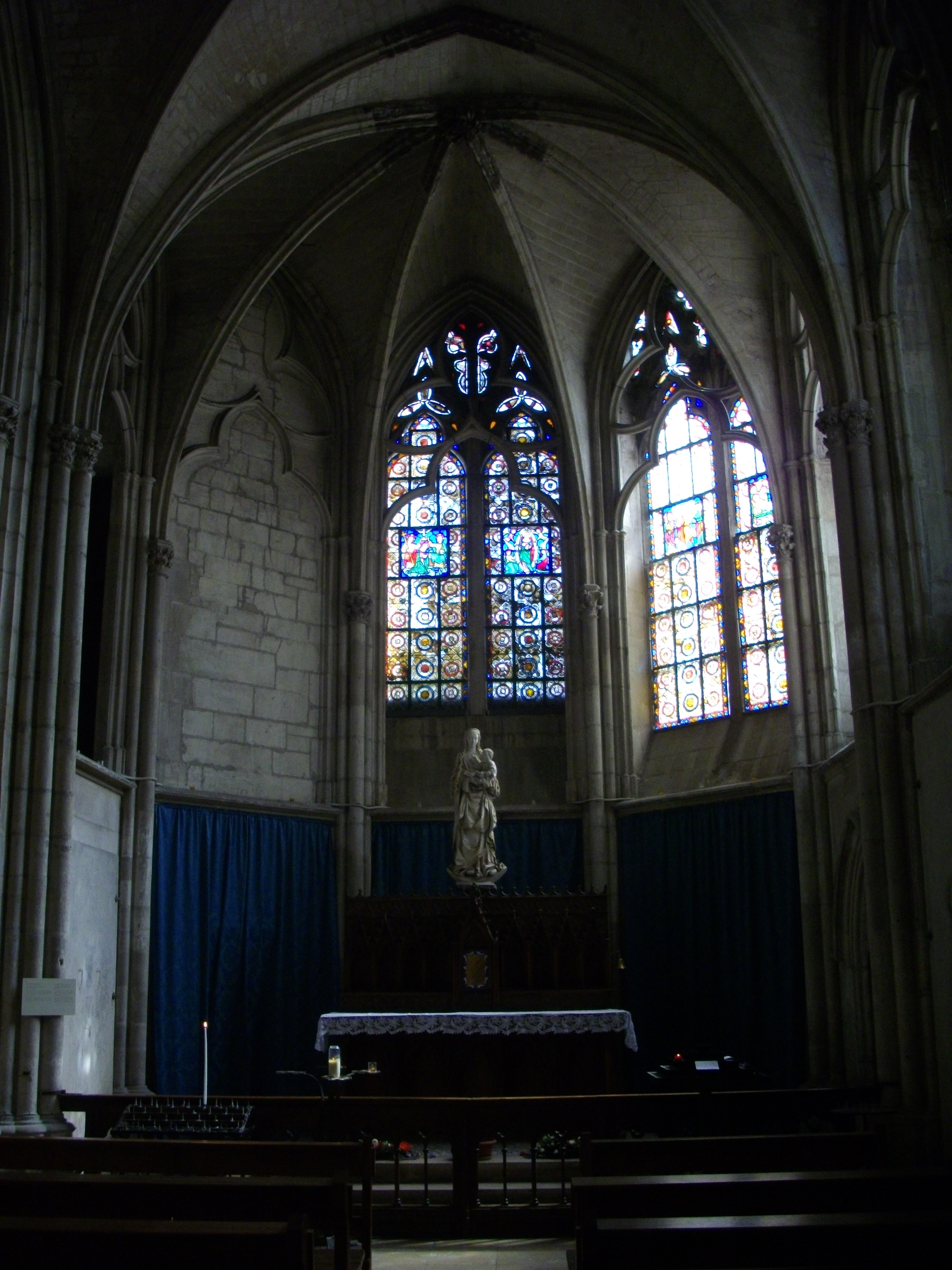
La statue de «La vierge aux raisins ».

### Nef
La vie du saint pape Urbain Ier en seize panneaux sur les bas-côtés nord, ensemble rénové par Didron en 1897. Un vitrail montrant Jacques de Troyes préchant.

### Chapelles
La chapelle nord avec son vitrail de la Visitation du XIIIe siècle. La chapelle sud avec son vitrail de « Marie aux raisins ».

## Statuaire

### Intérieure
Outre un gisant de la famille Cauchon-Maupas, au-dessus se trouve le blason au griffon d'or ailé d'argent, à toucher le corps, un phylactère en latin « laissez reposer un peu jusqu'à ce que vienne le jour désiré » passage de Job XIV, 6. Il y a des statues provenant de l'ancien couvent des cordeliers. Ces statues, Jean, la Vierge Marie qui seraient des pièces d'un calvaire ; elles sont du XVIe siècle ou du début XVIIe.

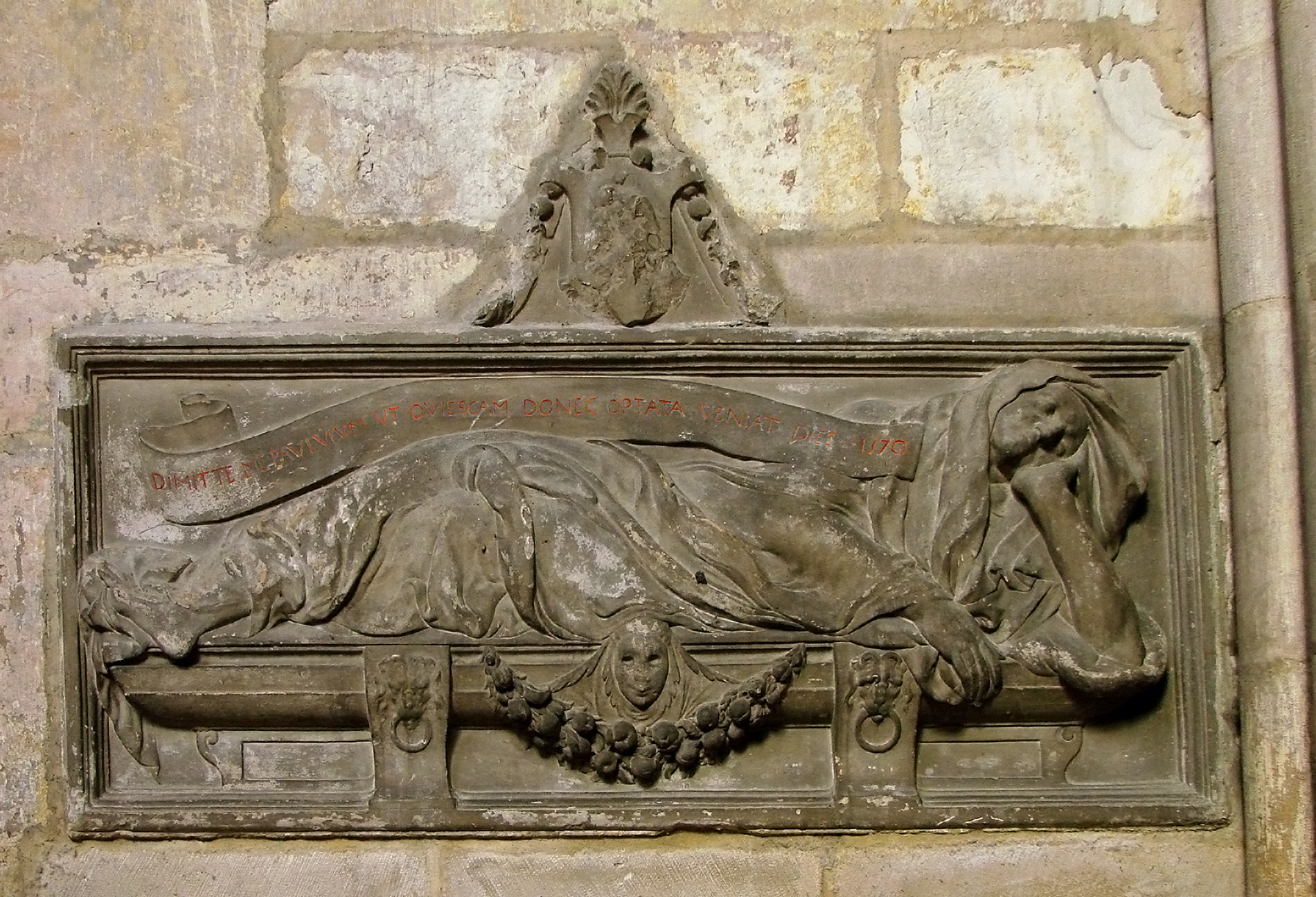
Le transi de la famille Cauchon-Maupas, 1570.
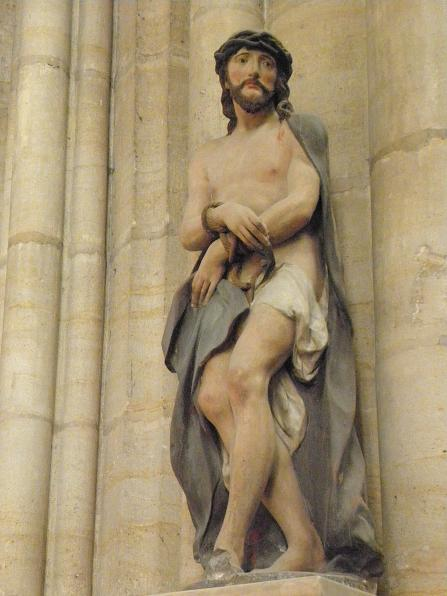
La statue « Ecce homo »[13].
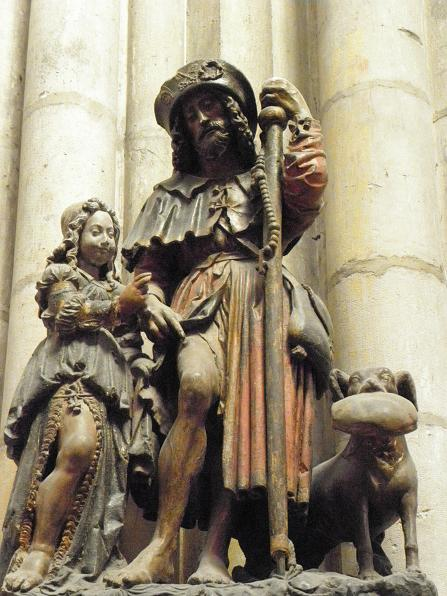
La statue de Saint Roch[14].
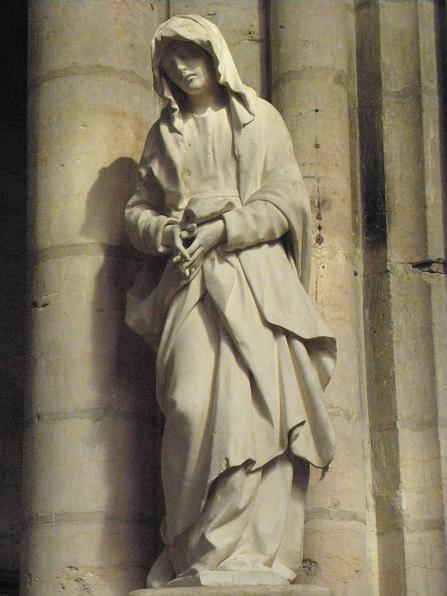
La statue de la Vierge[15].
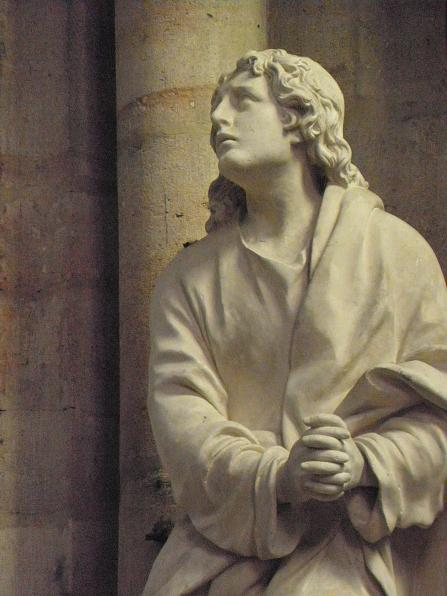
La statue de Jean au calvaire.
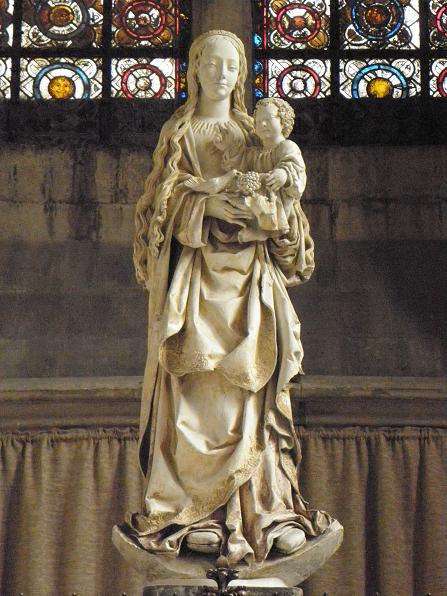
La statue de la « Vierge aux raisins »[16].

Une Vierge au raisin, se tenant sur un quartier de lune symbole de pureté porte sur son bras gauche l'Enfant Jésus. Il tient une grappe de raisin et béni de la main droite. Sa mère a un anneau dans les cheveux qui tombent en cascade ondulée sur son manteau simple. Ce manteau garde encore des traces de polychromie et une bordure brodée. Il ne cache pas entièrement ces chaussures en gueule de vache. Les deux sujets ont les yeux mi-clos, bridés et légèrement obliques. Cette statuaire est classée au titre de monument historique.

### Extérieure

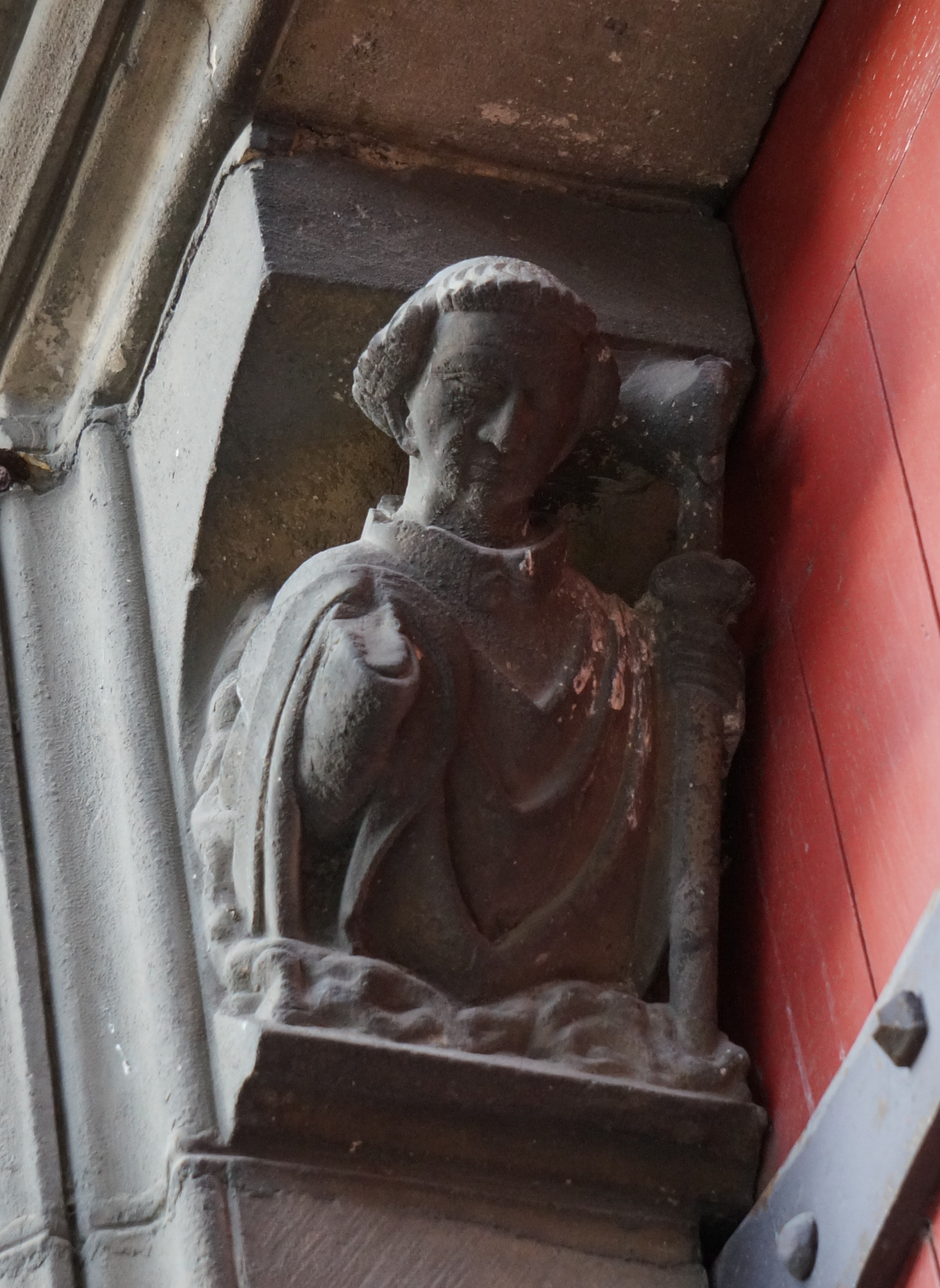
Un ange du portail occidental.
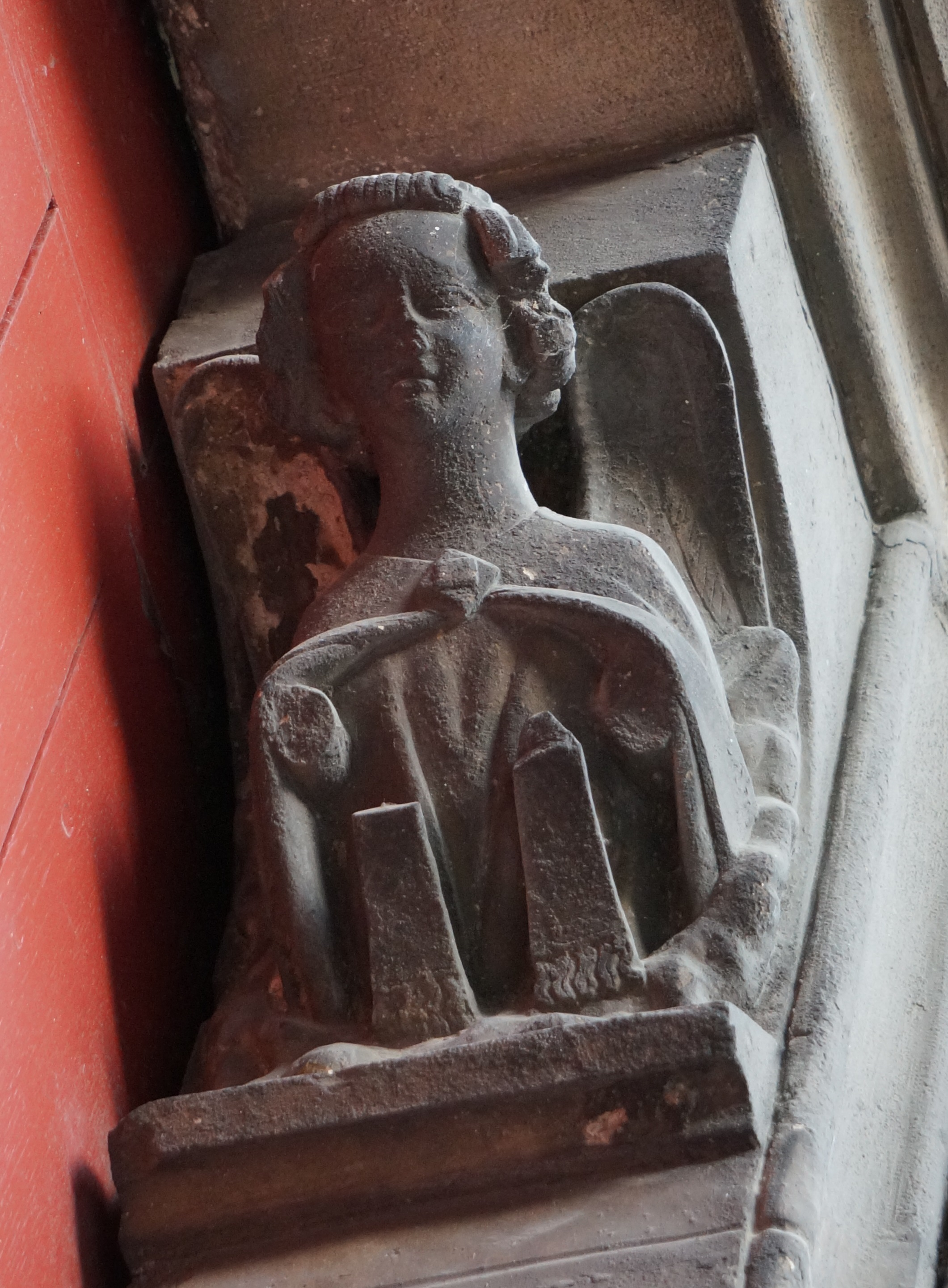
Un ange du portail occidental.
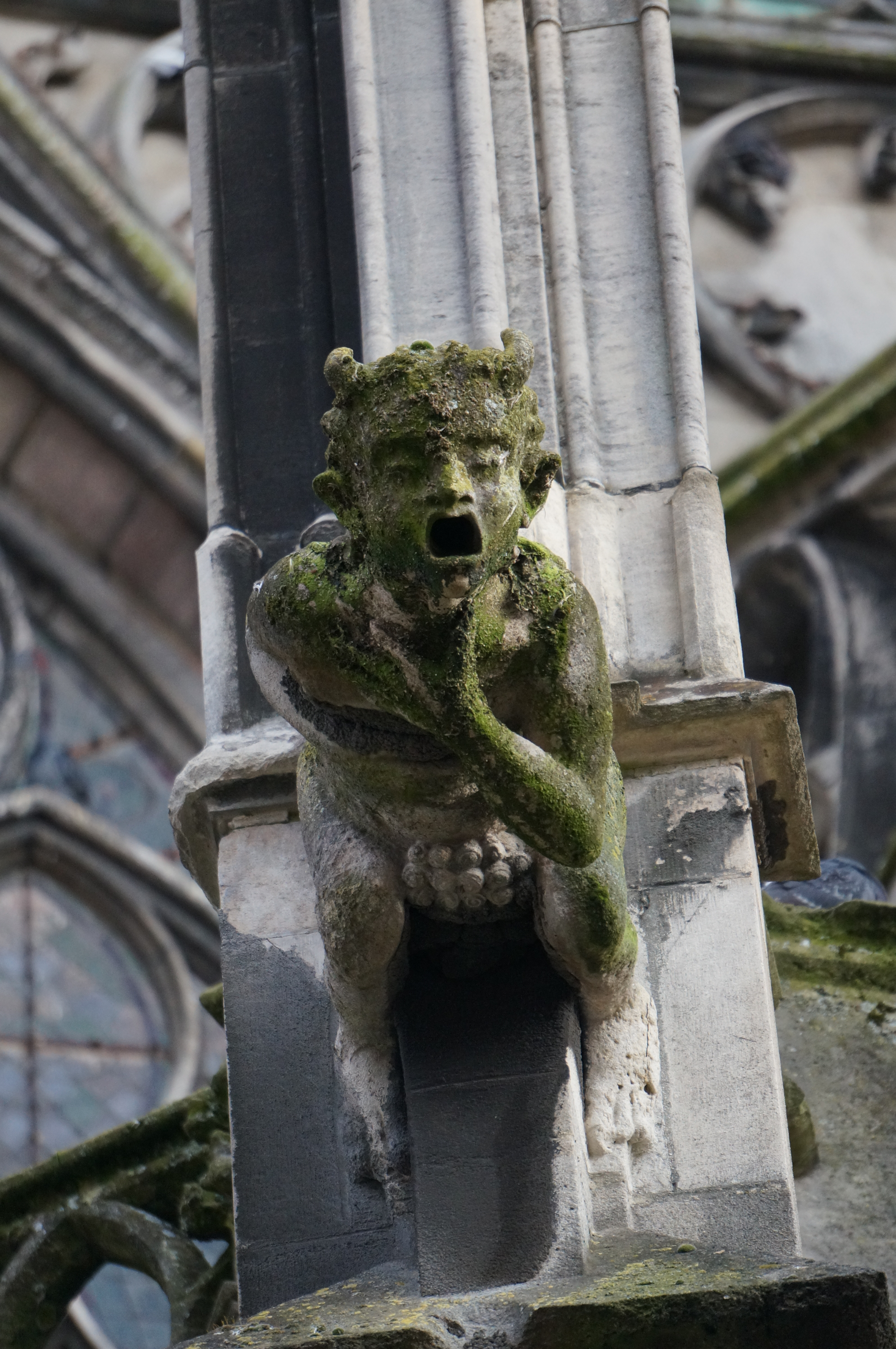
Une gargouille.
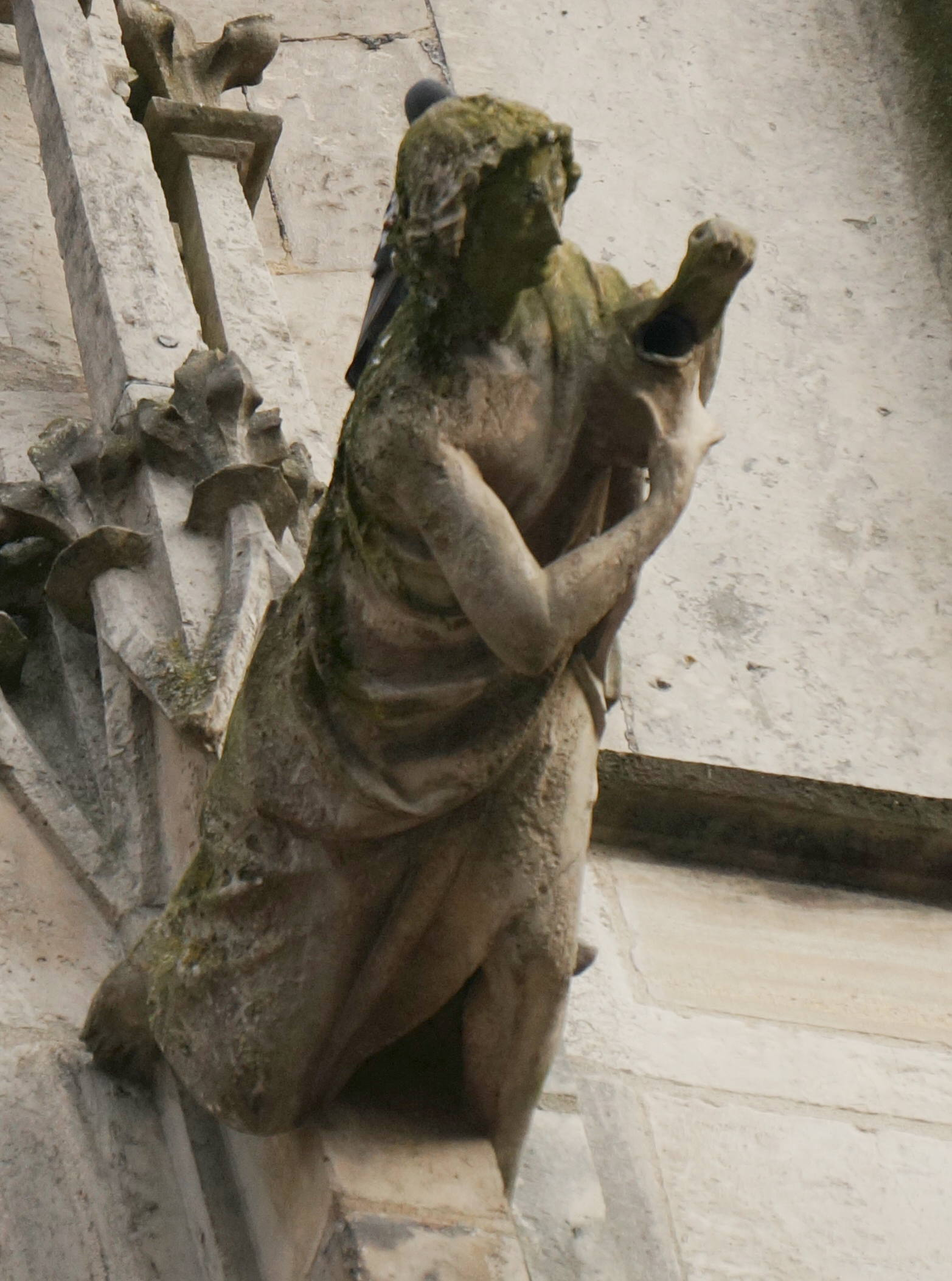
Un verse eau.
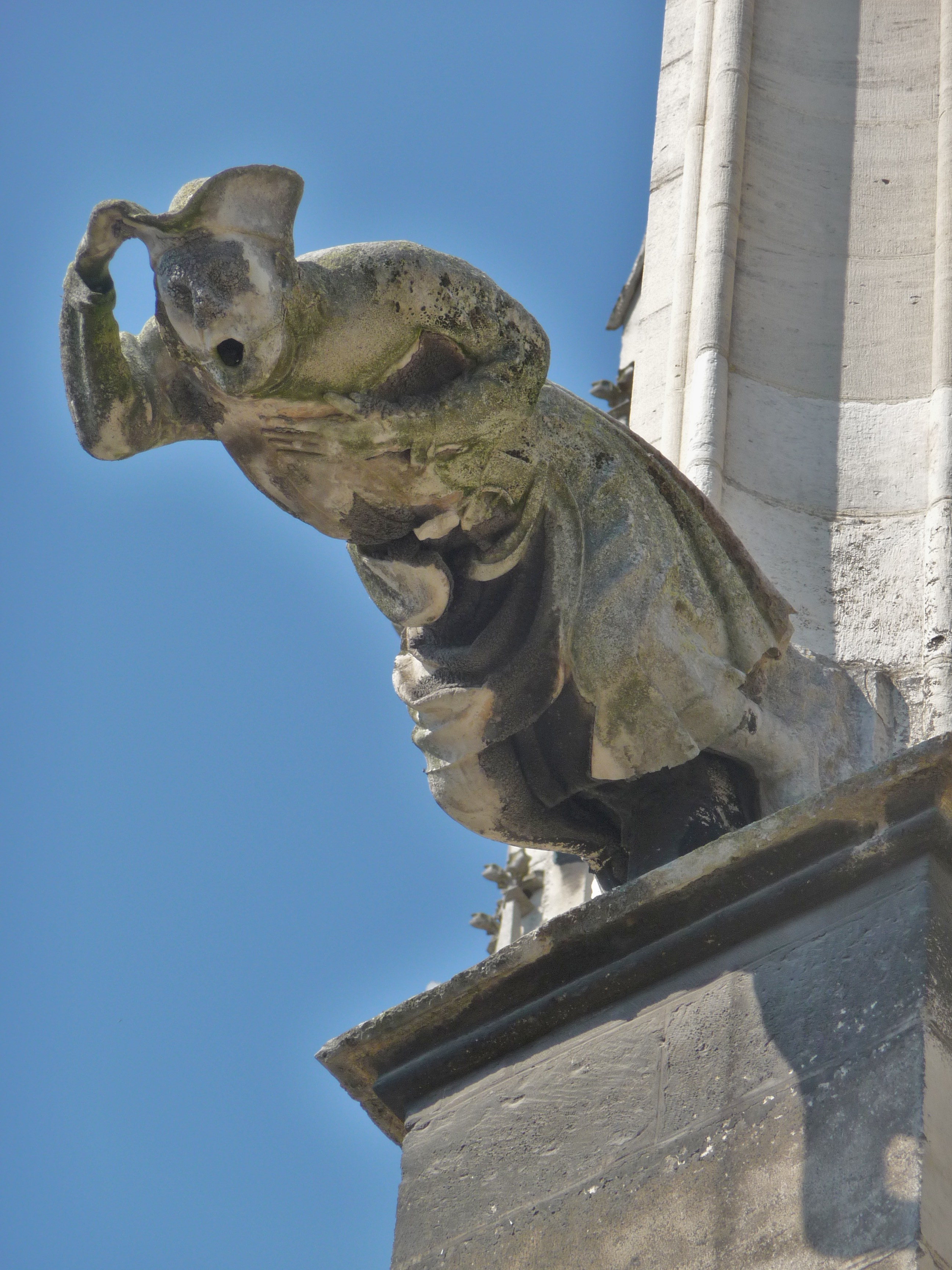
Un clerc en gargouille.